# التضحية البشرية في الحضارات قبل الكولومبية

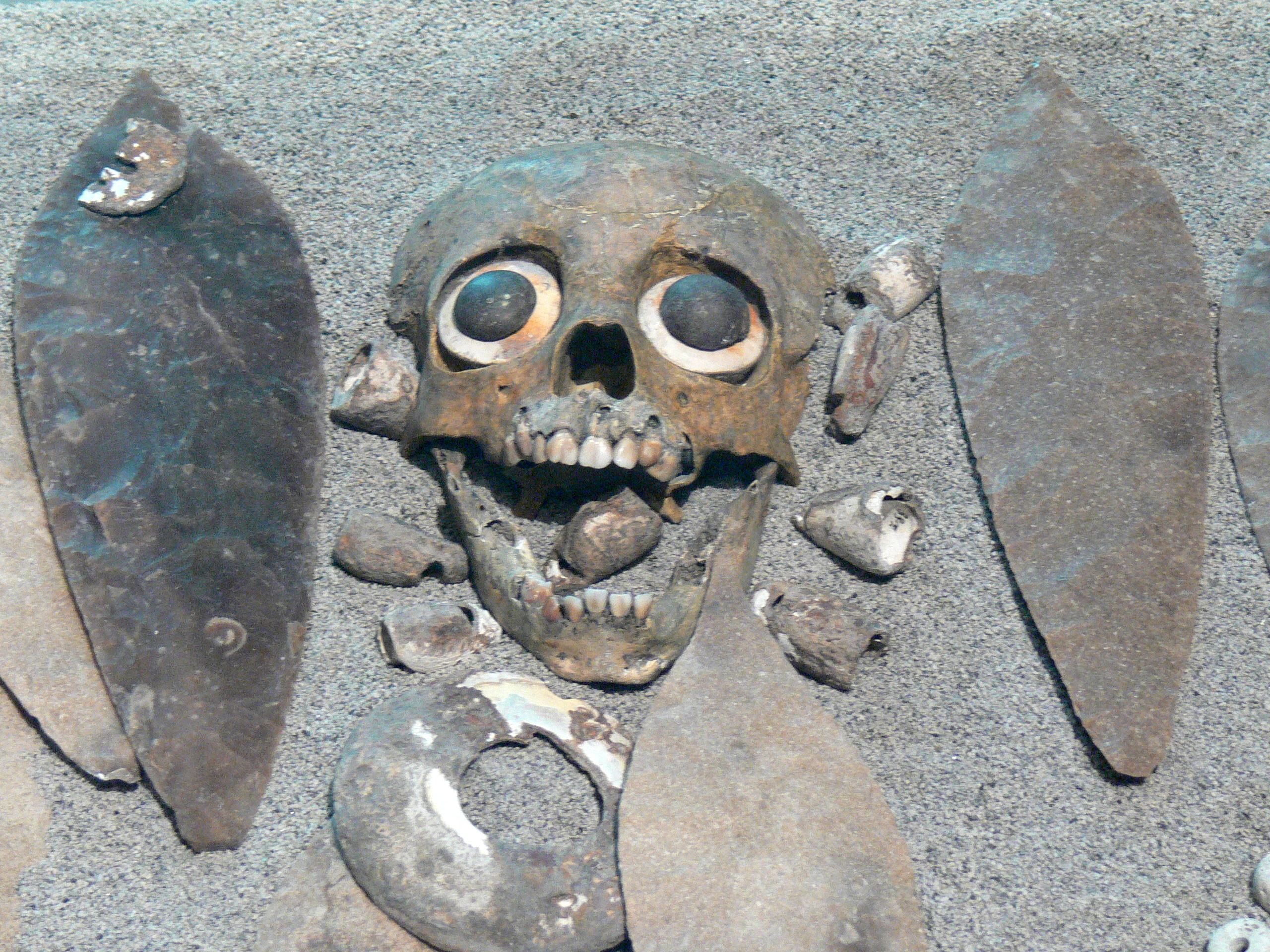
موقع دفن من حضارة الآزتك لطفل ضُحي به.

ممارسة التضحية البشرية في الحضارات قبل الكولومبية، وتحديدًا حضارات وسط أميركا وأميركا الجنوبية، موثقة جيدًا في كل من السجلات الآثارية والمصادر المكتوبة. الأيديولوجيات الدقيقة الكامنة خلف ممارسة التضحية بالأطفال في مختلف الحضارات قبل الكولومبية مجهولة لكن غالبًا ما يُعتقد أنها مُورست بغية استرضاء بعض الآلهة.

## وسط أميركا

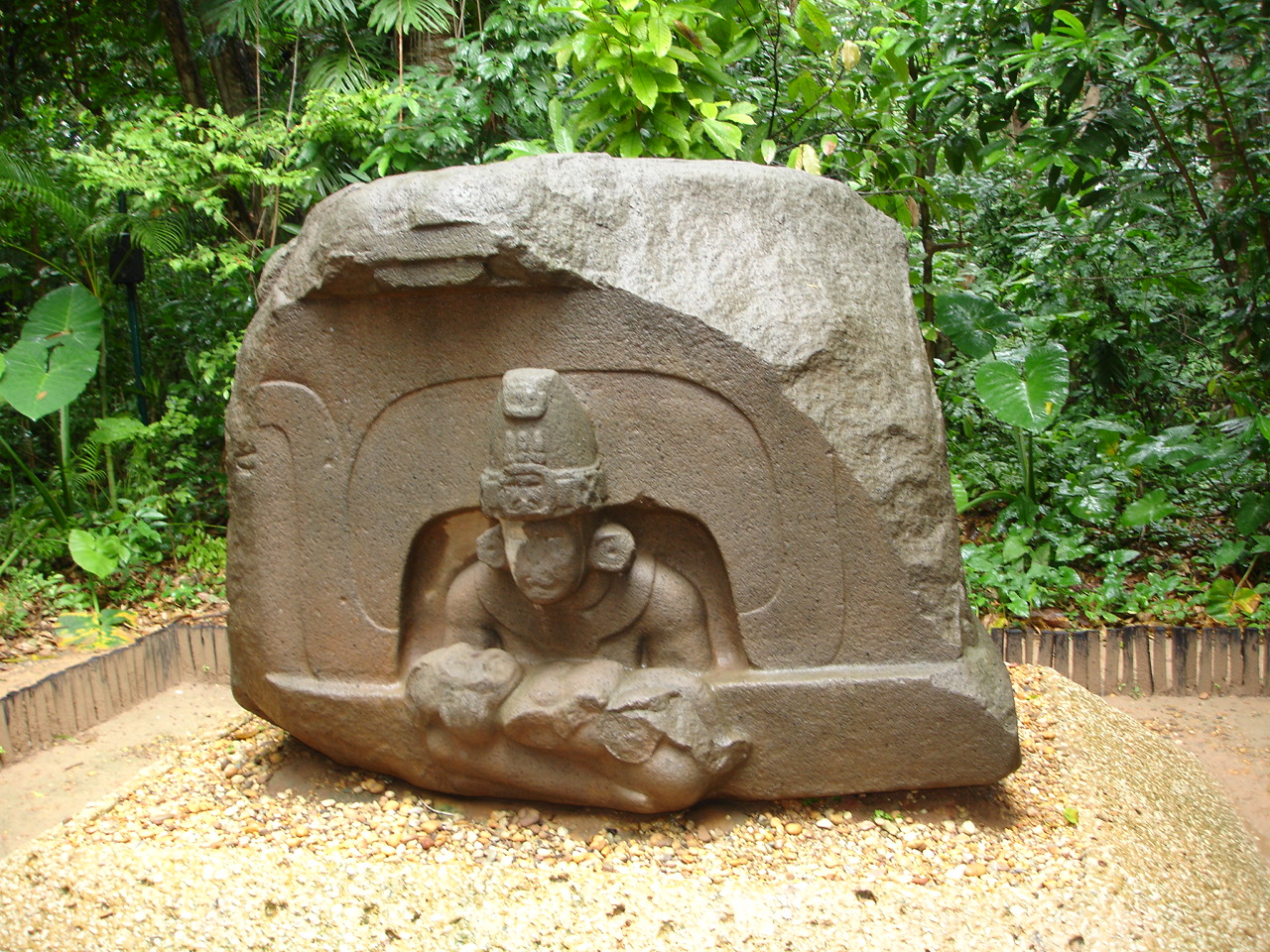
مذبحة لافنتا

### حضارة الأولمك
رغم غياب الدليل الحاسم على التضحية بالأطفال في حضارة الأولمك، عُثر على هياكل عظمية كاملة لأجنّة وأطفال حديثو الولادة، بالإضافة إلى عظام فخذ وجماجم مقطوعة، في بوغ إل ماناتي القرباني. هذه العظام مرفقة بعطايًا القربانية، تماثيل خشبية تحديدًا. ما زالت الطريقة التي لقي بها الرضّع حتفهم مجهولة.
ربط بعض الباحثون أيضًا التضحية بالأطفال بفن حضارة الأولمك الطقسي الذي يظهر أطفالًا ضعفاء، أطفال «وير-جاغوار»، أشهرهم في مذبح لا فينتا الخامس (إلى اليمين) أو تمثال لاس ليماس.

### حضارة المايا
في عام 2005، عُثر على قبر جماعي لأطفال ضُحي بهم تتراوح أعمارهم من عام واحد إلى عامين في منطقة كومالكالو التابعة لحضارة المايا. على ما يبدو أن التضحيات قُدمت بغرض التدشين عند بناء المعابد في أكروبول كومالكالو.
ثمة جماجم أيضًا توحي بتضحية بالأطفال يعود تاريخها إلى فترات المايا. يعتقد الباحثون في حضارة المايا، أن المايا، مثل الآزتك، مارسوا التضحية بالأطفال تحت ظروف محددة. مثلًا، كانت تحدث التضحية بالرضّع لإرضاء كيانات خارقة للطبيعة كانت ستلتهم أرواح أشخاص أكثر قوة. في الفترة الكلاسيكية، دُرس بعض فن المايا الذي يُصور اجتثاث قلوب أطفال عند ارتقاء الملوك الجدد العرش، أو في بدايات تقويم المايا. في إحدى هاته الحالات، ستيلا 11 في بييدراس نيغراس، غواتيمالا، يمكن رؤية صبيٍ ضُحي به. تُرى مشاهد أخرى لأطفال ضُحي بهم على الجرار المطلية.

### حضارة تيوتيهواكان
ثمة دليل على التضحية بالأطفال في حضارة تيوتيهواكان. مبكرًا في عام 1906، كشف ليوبولدو باتريس عن مقابر أطفال عند أربعِ زوايا هرم الشمس. وجد عالمو الآثار هياكل عظمية لأطفال حديثو الولادة مرتبطة بالمذابح، ما قاد البعض إلى الشك «بحدوث موت متعمد عبر التضحية بالرضّع».

### حضارة التولتك
في عام 2007، أعلن عالمو آثار أنهم قد حللوا بقايا 24 طفل، أعمارهم بين 5 إلى 15 عام، عُثر عليهم في قبر جماعي مع تمثال صغير لتلالوك. كان الأطفال الذين عُثر عليهم قرب الأطلال القديمة لمدينة تولا، عاصمة إمبراطورية التولتك، مقطوعي الرأس. أُرجع تاريخ البقايا إلى بين عامي 950 و1150م.
قال عالم الآثار لويس غامبوا: «إن الطريقة الوحيدة لتفسير وجود 24 جثة مُجمعة في المكان ذاته، هي التفكير بحدوث تضحية بشرية».

### حضارة الآزتك
ديانة الآزتك واحدة من أشيع الثقافات قبل الكولومبية توثيقًا. كتب دييغو دوران في كتاب الآلهة والطقوس عن الممارسات الدينية المكرسة لآلهة الماء، تلالوك وشالشيوت ليكيو، وتضمن جزء مهم من طقوسهم السنوية التضحية برضع وأطفال صغار.